# Giuseppe Ferla
Giuseppe Ferla (geb. 26. November 1859 in Lugano; gest. 12. Juni 1916 ebenda) war ein Schweizer Architekt aus dem Tessin.

## Leben
Giuseppe Ferla erwarb seine Ausbildung in Italien, Genaueres ist nicht bekannt. Nach seinem Studium kehrte er ins Tessin zurück und war in Lugano in zahlreichen Funktionen tätig als Dozent der kantonalen Zeichenschule sowie als Politiker (Stadtrat, Mitglied der Städtischen Baukommission). Auch am Bebauungsplan von Lugano war er beteiligt und erbaute in diesem Zusammenhang einige wichtige öffentliche Gebäude (Schulen, Spital).

## Werke (Auswahl)
- Grand Hotel Metropole e Majestic, Lugano, 1900–1903
- Gemeindeschulen, Molino Nuovo, Lugano, 1904–1905
- Neues Städtisches Krankenhaus,  Lugano, 1906–1908
- Heizzentrale Comaredo,  Lugano, 1910–1916
- Elektrizitätswerk,  Transformatorenhäuschen, Lugano, o. J.